# Bibio flukei
Bibio flukei är en tvåvingeart som beskrevs av Hardy 1937. Bibio flukei ingår i släktet Bibio och familjen hårmyggor.
Artens utbredningsområde är Colorado. Inga underarter finns listade i Catalogue of Life.